# Salto Aponwao
Salto Aponwao (también escrito Salto Aponguao,  Salto Chinak-Merú o bien en pemón: Chinak-merú) es una caída de agua o cascada localizada en el Parque nacional Canaima, fluyendo con aguas del río Aponwao, en territorio del Municipio Gran Sabana, del Estado Bolívar, al sureste de Venezuela.
Tiene una caída que alcanza una altura de 108 metros aproximadamente y se localiza en las coordenadas geográficas 05°34′59″N 61°19′12″O / 5.58306, -61.32000 El nombre Chinak significa en español "liana" que en Venezuela también se puede llamar "Bejuco", una especie de plantas trepadoras.